# The Desert Breed
The Desert Breed er en amerikansk stumfilm fra 1915 af Joe De Grasse.

## Medvirkende
- Pauline Bush som Jessie
- Lon Chaney som Fred
- William C. Dowlan som Jack